# عقد 1650
عقد 1650 هو عقد امتد بين 1 يناير 1650 و31 ديسمبر 1659 بحسب التقويم الميلادي. سبقه عقد 1640 ولحقه عقد 1660.

## مواليد
- جان غاستون، دوق فالوا (1650)
- جيرمان مويت (1651)
- كريستوف هايزمان (1651)
- ويليام الثالث ملك إنجلترا (1650)
- جون تشرشل (1650)
- كريستوف ارنولد (1650)
- هاينريش، دوق ساكس رومهيلد (1650)
- أبراهام شارب (1651)

## وفيات
- برهان التبريزي (1651)
- كليم الكاشاني (1651)
- رينيه ديكارت (1650)
- إليزابيث من براونشفايغ-فولفنبوتل، دوقة ساكس ألتنبورغ (1650)
- محمد هفاي أسكفي (1651)

## كتب
- Yves Denis Papin (1998). Chronologie de l'histoire ancienne. Lieu de publication non identifié: Éditions Jean-paul Gisserot. ISBN:2-87747-346-5. OCLC:40746926. مؤرشف من الأصل في 2022-03-16.
- موسوعة حضارة العالم (2002) لأحمد محمد عوف.

## روابط خارجية
- تصفح سنة بسنة عقد 1650 على موقع onthisday.com
- تصفح سنة بسنة عقد 1650 ابتداءً من سنة عقد 1650 على موقع المكتبة الوطنية الفرنسية